# Flavarchaea anzac
Flavarchaea anzac är en spindelart som beskrevs av Rix 2006. Flavarchaea anzac ingår i släktet Flavarchaea och familjen Pararchaeidae.
Artens utbredningsområde är Queensland. Inga underarter finns listade i Catalogue of Life.